# Chevroux–Village
Chevroux-Village est le nom d'un site palafittique préhistorique des Alpes, situé sur les rives du lac de Neuchâtel sur la commune de Chevroux dans le canton de Vaud, en Suisse.